# Consell Marroquí de la Joventut per a la Cooperació Diplomàtica i Internacional
El Consell de la Joventut Marroquina per a la Cooperació Diplomàtica i Internacional (en anglès: Moroccan Youth Council for Diplomatic and International Cooperation), abreujat com a C.J.M.C.D.I. (MYCDIC), és una organització sense ànim de lucre independent, registrada oficialment a Espanya d'acord amb l'article 22 de la Constitució espanyola, G75872663.
Va ser fundada per "Moataz Kobry" al desembre de 2024 a la capital espanyola Madrid, per iniciativa de joves marroquins residents dins i fora de Marroc.
Té com a objectiu empoderar la joventut marroquina per contribuir a la defensa de les causes nacionals i promoure la cultura marroquina a nivell internacional, especialment la qüestió del Sàhara Occidental com a part del Regne del Marroc.
El consell compta amb més de 700 membres dins i fora del Marroc, i té presència en 62 països arreu del món.

## Objectius
El Consell té com a objectius:
- Representar la joventut marroquina en fòrums internacionals.
- Defensar les causes nacionals estratègiques, especialment la qüestió del Sàhara marroquí.[9][10]
- Promoure la cultura marroquina i millorar la imatge civilitzada del Regne.
- Donar suport a la participació de joves marroquins en espais universitaris i diplomàtics globals.[11]
- Fomentar l'amistat entre els pobles.[12]
- Crear una xarxa de joves ambaixadors i representants del Consell en diversos països.
- Organitzar esdeveniments i trobades entre comunitats marroquines i institucions nacionals i internacionals.

## Activitats i projectes
El Consell ha llançat diverses iniciatives juvenils, entre elles la "Xarxa d'Estudiants Marroquins a l'Exterior", iniciada a Espanya, amb l'ambició d'expandir-se a altres països. També ha llançat el projecte "Matrimoni Cultural", que busca fomentar l'intercanvi cultural entre Marroc i els països d'acollida.
El Consell ha organitzat diversos esdeveniments i seminaris internacionals, incloent trobades obertes en consolats marroquins i taules rodones amb actors de la societat civil i la diplomàcia pública.